# Eliseo Giberga
Eliseo Giberga y Gali (Matanzas, 1854-Matanzas, 1916) fue un jurista y político cubano, diputado en las Cortes de la Restauración.

## Biografía
Nacido el 5 de octubre de 1854 en Matanzas, tenía ascendencia catalana. Pasó muy niño a Barcelona, donde vivió doce años, estudiando en la universidad de dicha ciudad Derecho y, más adelante, en la Universidad de La Habana, Filosofía y Letras. Fue autor de Influencia de la administración de justicia en el bienestar de los pueblos y de un artículo titulado «Las reclamaciones extranjeras y el arbitraje» (1912), entre otras muchas obras. Se publicaron cuatro volúmenes de sus obras. Giberga, que ejerció la profesión de abogado, militó en el partido autonomista cubano y fue diputado al Congreso español. Falleció el 25 de febrero de 1916 en su ciudad natal.